# مارا (رود)
 رود مارا رودی است به دریاچه ویکتوریا می‌ریزد. این رود از کشورهای کنیا و تانزانیا می‌گذرد.
این رود که ۳۹۵ کیلومتر طول دارد در مسیر مهاجرت حیواناتی همچون گورخر و کل یالدار آبی‌رنگ از  سرنگتی به ماسایی مارا قرار دارد.

## نگارخانه

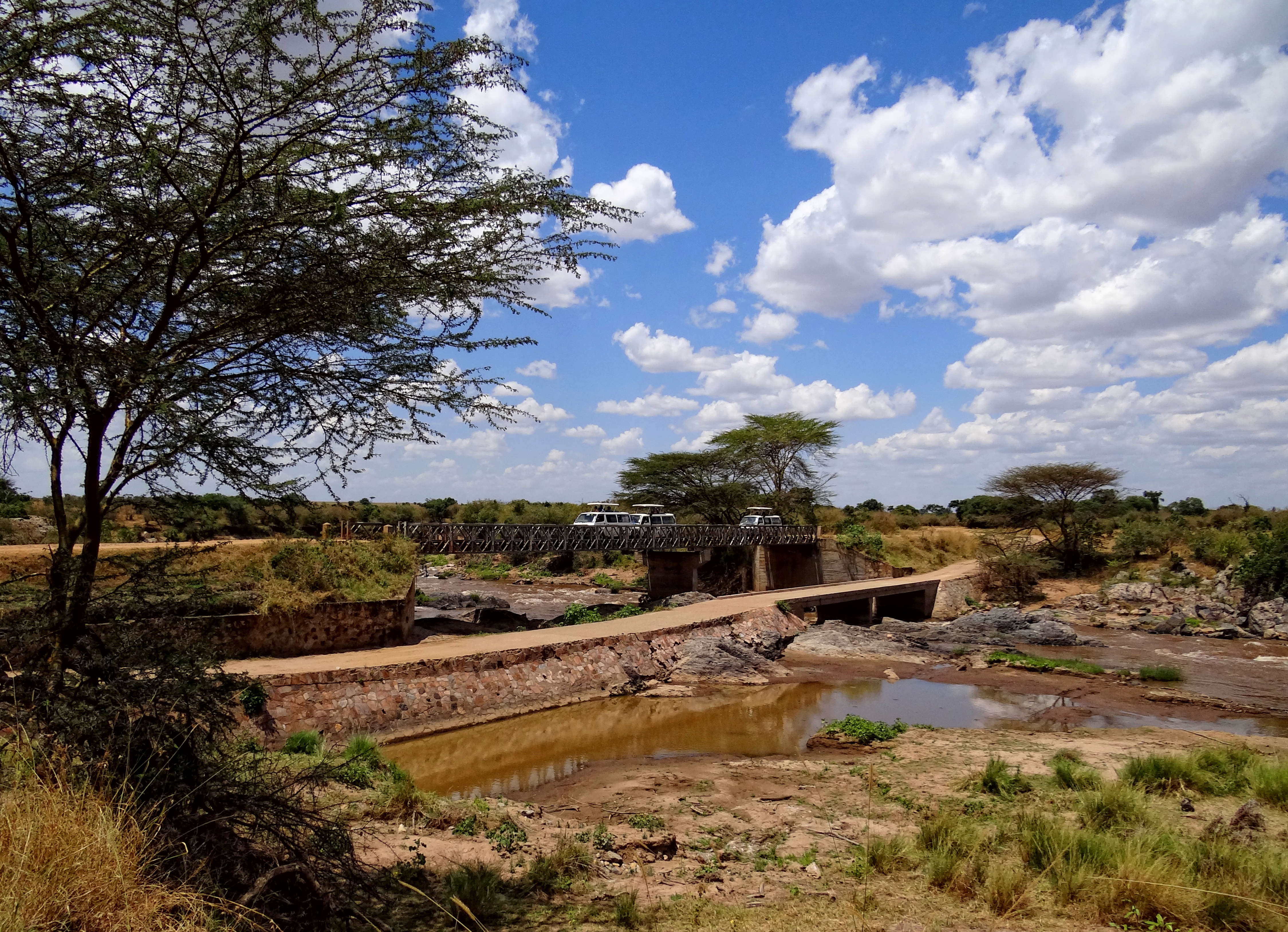
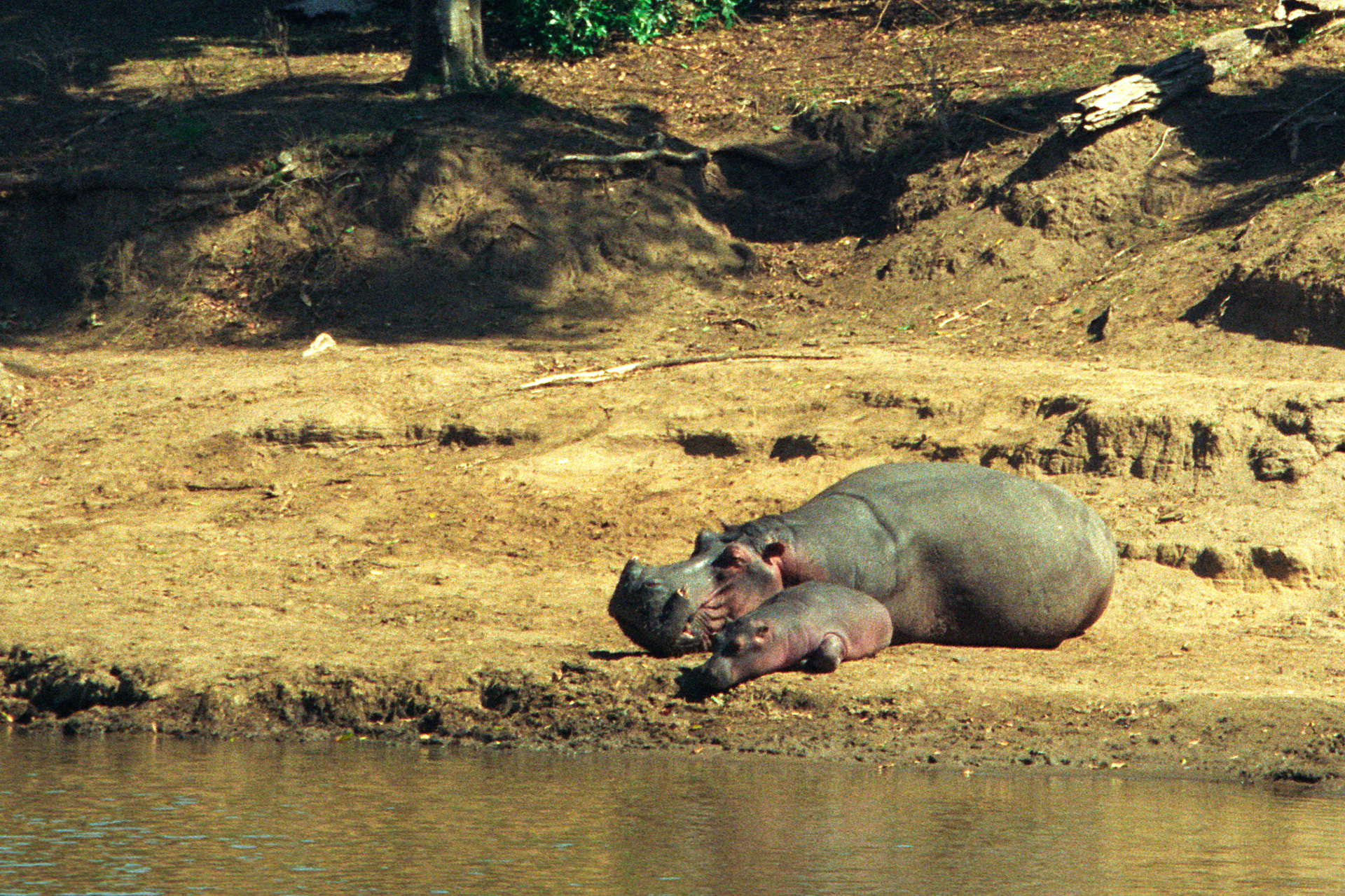
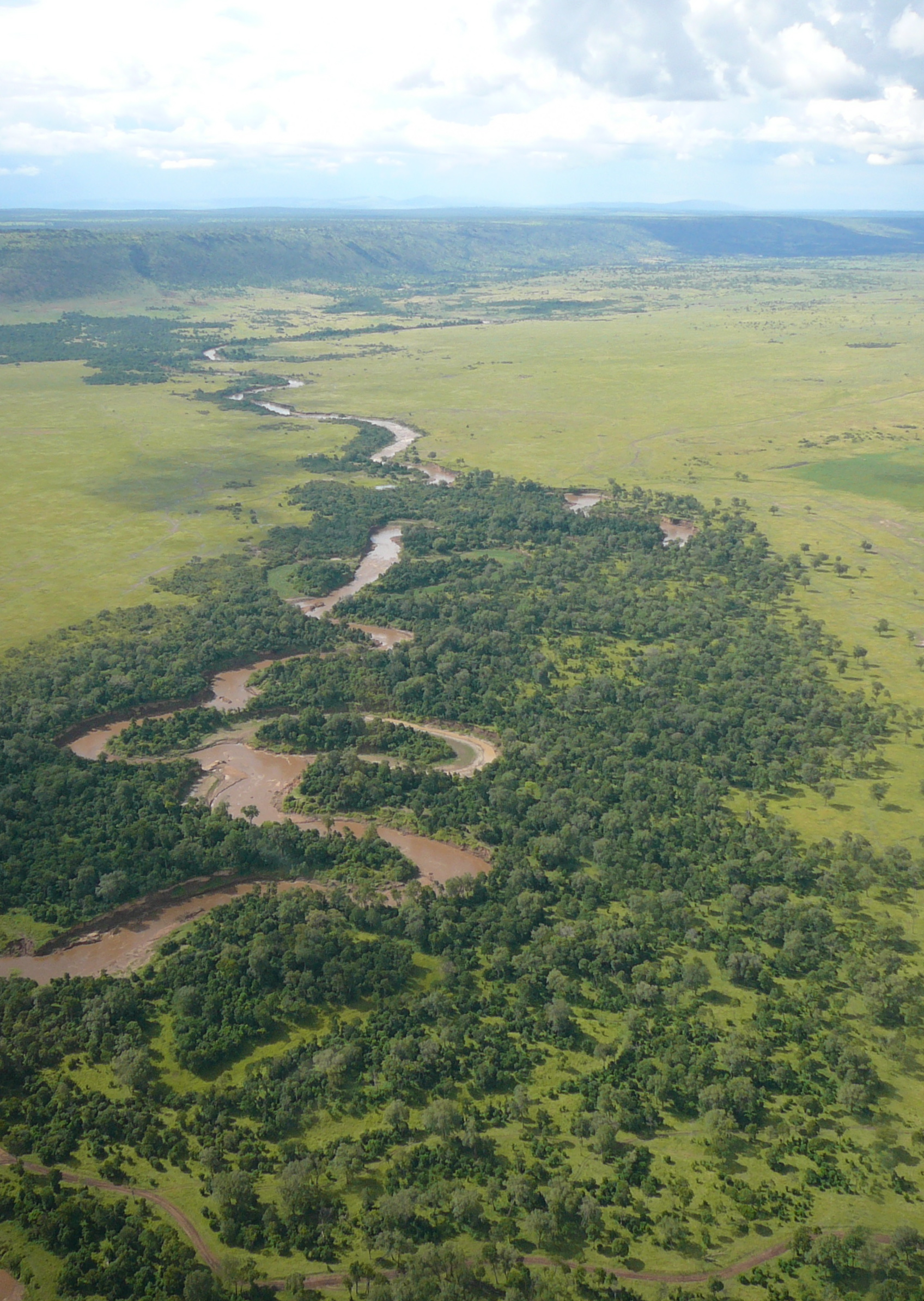